# Missa (мініальбом)
Missa (стилізовано MISSA) — дебютний мініальбом гурту Dir En Grey. Він вийшов 25 липня 1997 року і відзначає дебют гурту у музиці. Шостий трек, «Byou Shin», був пізніше перезаписаний у 2002 році в іншому мініальбомі, Six Ugly, в той час, як перший трек гурту, «Kiri to Mayu», був переписаний для їх синглу у 2012 році «Rinkaku». Kiri to Maryu був спочатку під назвою Sangeki no Yoru, з різними текстами. Цю версію можна знайти на їх музичній відео-компіляції Kaede: If Trans....

## Список пісень
Автор слів Kyo. 
| #  | Назва                                              | Автор музики | Тривалість |
| -- | -------------------------------------------------- | ------------ | ---------- |
| 1. | «Kiri to Mayu» (霧と繭 (яп.) ("Жаба та Кокон"))    | Kaoru        | 5:08       |
| 2. | «｢S｣»                                              | Кьо          | 3:32       |
| 3. | «Erode»                                            | Toshiya      | 6:30       |
| 4. | «Aoi Tsuki» (蒼い月 (яп.) ("Блакитний Місяць"))    | Dir En Grey  | 5:06       |
| 5. | «Garden»                                           | Dir En Grey  | 5:27       |
| 6. | «Byou Shin» (秒「」深 (яп.) ("По-друге, глибоко")) | Каору        | 5:39       |

Нотатки
- Уся інформація взята з альбомної вставки[3].